# Chicago Police Department
Chicago Police Department (förkortning: CPD) är den lokala poliskåren i Chicago med ansvar för allmän ordning och säkerhet inom stadens gränser.
CPD är numerärt den största poliskåren i både delstaten Illinois och i Mellanvästern samt är den nästa största lokala poliskåren i hela USA; enbart NYPD har fler anställda.

## Historia

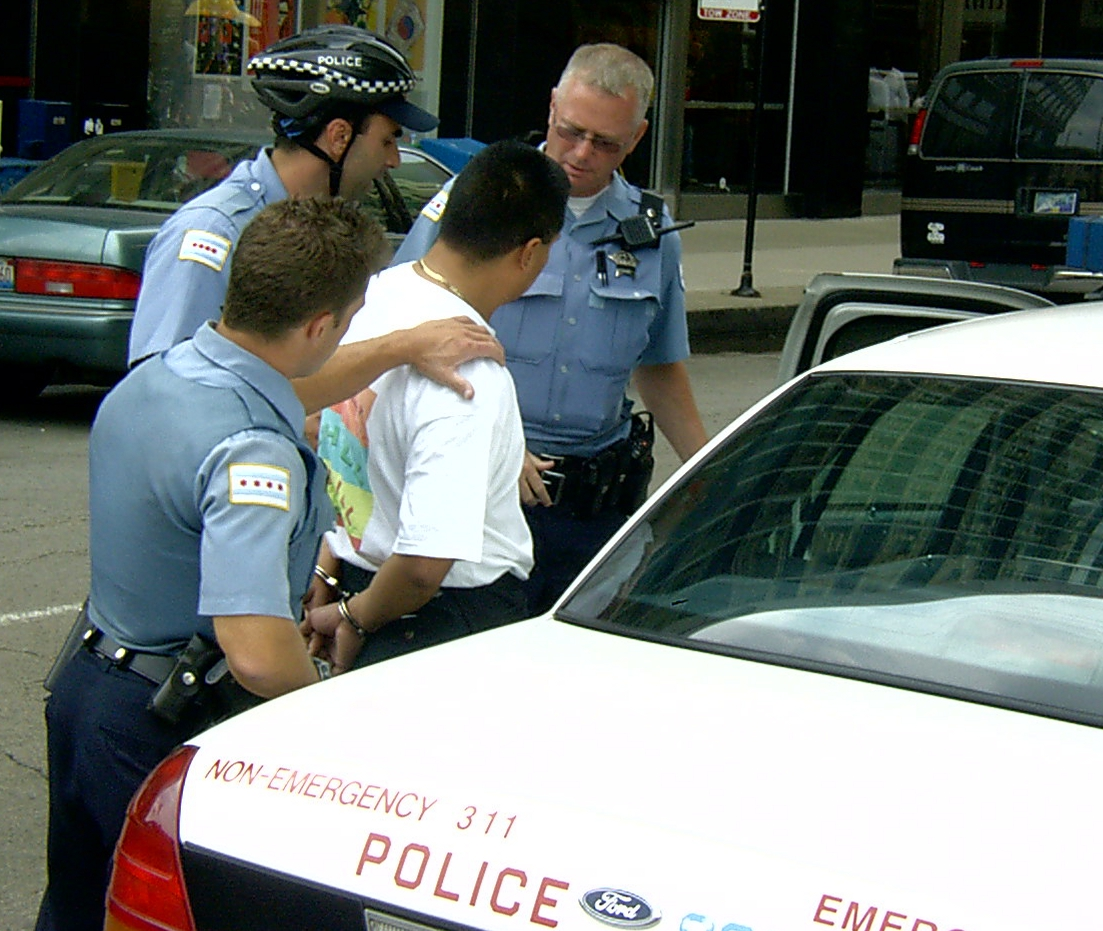
Chicagopolisen griper en misstänkt

- Den 31 januari 1835 ges Chicago i uppdrag av staten Illinois att starta sin första poliskår. Den 15 augusti samma år grundades Chicago Police Department. Orsemus Morrison valdes till att bli förste chef för kåren. Han assisterades av Constables Luther Nichols och John Shrigley och de tre utgjorde hela Chicagos poliskår som då ansvarade för Chicagos 3 200 invånares säkerhet. Först ett par år senare tillkom fler poliser, men styrkan hölls fortfarande väldigt liten. Anledningen till detta var att urbaniseringen i Chicago inte skedde särskilt fort, men trots det hade Chicago nu fått definitionen stad.
- 1854 blev Casper Lauer förste Chicago-polis att dödas i tjänsten.
- 1855 genomgick CPD en stor omorganisation när Captain Cyrus P. Bradley blev polischef. Han införde dag- och nattskift, delade in innerstan i tre distrikt och han ökade också antalet poliser sexfaldigt. Dessutom introducerade han en mer professionell och effektiv polisledning.
- 1861 inträffande något mycket märkligt inom Chicago-polisen. När staten Illinois lagstiftande församling drog tillbaka borgmästare John Wentworths polisiära befogenheter svarade borgmästaren med att sparka hela poliskåren. Chicago var utan polis i tolv timmar innan polisledningen fick försöka att få tillbaka alla sparkade poliser. Dessutom skapade Cyrus P. Bradley den första Detective Division (ungefär kriminalpolisen)
- 1871 blir James L. Shelton Chicagos förste mörkhyade polis. Samma år bryter även Den stora Chicago-branden ut. Stora delar av staden förstördes, däribland nästan samtliga polisstationer. Många[vem?] anser att detta var startskottet för Chicagos urbanisering.
- 1881 Chicago-polisen blir första poliskår att använda moderna radioapparater. Man byggde bås med telegrafer, ungefär som en telefonkiosk, som man kunde kontakta närmaste polisstation ifrån. Detta kunde både göras av poliser och allmänheten.
- 1882 CPD startar Traffic Division (Trafikpolisen) som vid grundandet bestod av 65 poliser som bevakade broar, vägkorsningar, tunnlar och järnvägsövergångar.
- 1886 Den 4 maj inträffade Chicago-polisens värsta dag någonsin då en grupp anarkister höll en demonstration på Haymaker Square. När ett flertal polismän anlände till platsen för att skingra en grupp demonstranter kastade någon en bomb rakt mot poliserna. Bomben exploderade vilket ledde till att åtta poliser dog och 59 skadades.
- 1906 First Mounted Unit (Ridande poliser) grundas för att man lättare skall kunna få kontroll över större folkmassor. De ridande poliserna slutade att användas 1948, men 1974 började man använda dem igen.
- 1908 CPD börjar använda sig av polisbilar. Ursprungligen har man tre bilar till sitt förfogande.
- 1910 Även polismotorcyklar och polisbåtar tas i bruk.
- 1913 Den 13 augusti får Chicago sina tio första kvinnliga poliser.
- 1918 Grace Wilson blir med största sannolikhet första mörkhyade kvinna att bli polis i hela USA.
- 1920-1939 Denna period kallas Den farliga tidsperioden översatt från The Dangerous Era. Av alla poliser som har dödats i tjänsten i Chicago genom tiderna så stod denna tidsperiod för mer 40 % av dem.
- 1929 Efter att sju män hittats mördade den 14 februari i vad som kom att kallas "Alla hjärtans dag-massakern" ("Saint Valentine's Day Massacre") så köpte CPD som första polismyndighet i landet ett kriminallaboratorium 1938.
- 1932 Saint Jude Police League grundades som en välgörenhetssponsor till polisen, men har nu blivit en av deras finaste traditioner. Den går ut på att en match spelas första söndagen i maj för att uppmärksamma alla de poliser som någonsin tjänstgjort inom Chicago-polisen, men framförallt för att hedra de som dödats i tjänsten.
- 1942 Human Relations Section grundas och blir den första i sitt slag. Den har sedan utvecklats och heter idag Civil Rights Unit. De arbetar med medborgarrättsfrågor inom polisen.
- 1959 Chicago Park District Police går ihop med Chicago Police Department, men de behåller det sistnämndas namn.
- 1960 O.W. Wilson, före detta dekanus i kriminologi på University of California, blir ny polischef och han moderniserar poliskåren genom att bygga ett nytt kommunikationscenter, skära ned på antalet polisstationer, utveckla en gynnsammare befordringsprocess och att till större del använda sig av patrullering i bil istället för till fots. Wilson bytte också ut de gamla svart-vita polisbilarna med blått roterande ljus till nya blå-vita polisbilar med rött roterande ljus. Dessutom skaffades nya uniformer och ett nytt motto introducerades; "We Serve and Protect" (Vi Tjänstgör och Försvarar).

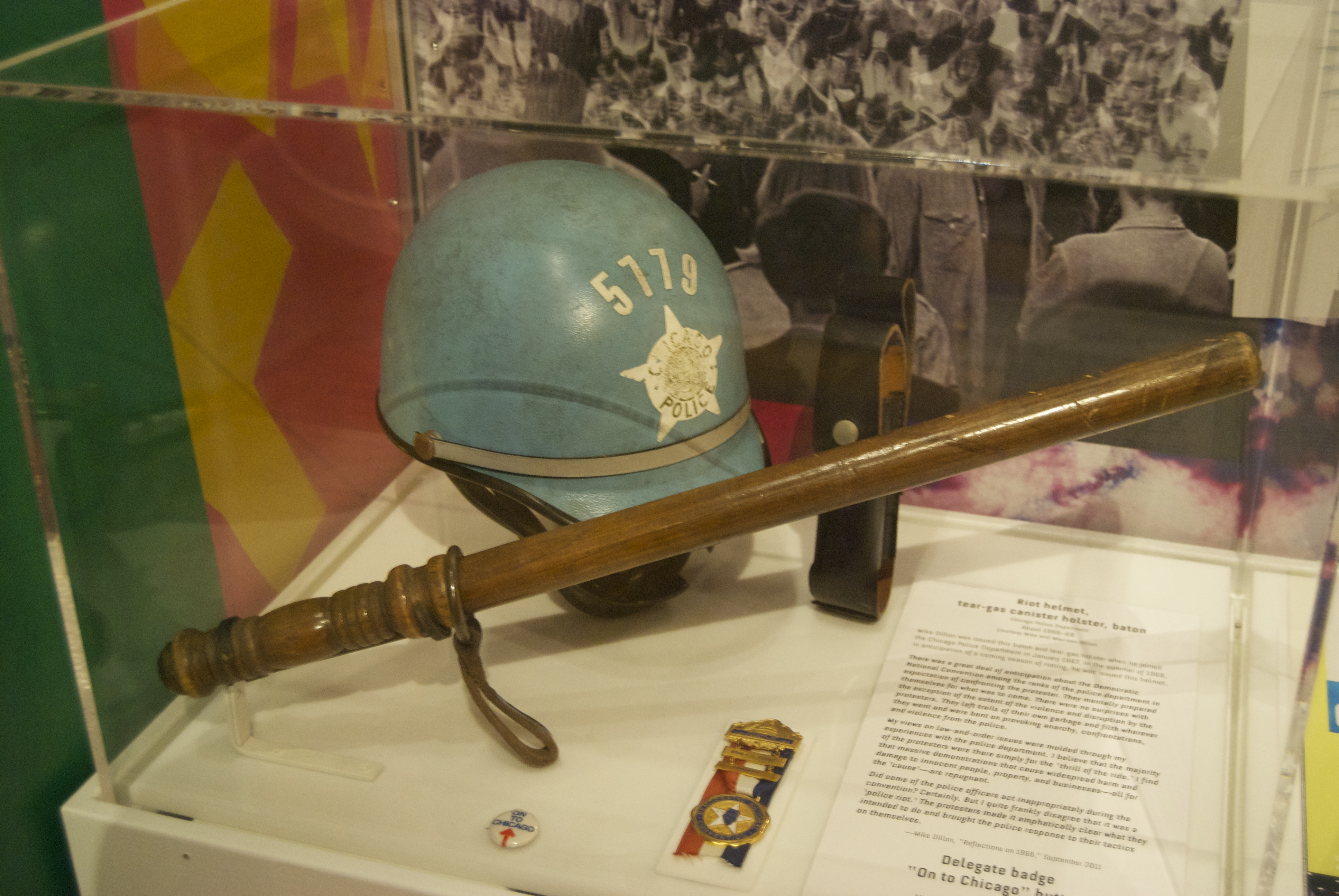
Hjärm och batong i trä (Billy club) från 1968.

- 1968 När demokraterna hade sitt nationella konvent i Chicago uppstod en del oroligheter som ledde till negativ massmedial uppmärksamhet för Chicago PD. Detta ledde till att 668 personer arresterades och 192 poliser skadades, men lyckligtvis var det ingen som dog.
- 1975 Det dröjde ända till 1975 innan kvinnliga poliser fick börja patrullera i Chicago. Det fick nu också börja använda likadana uniformer som de manliga poliserna. Tidigare hade de kvinnliga poliserna endast haft speciella uppdrag.
- 1976 Den 12 oktober öppnar Chicago-polisens nya träningsanläggning Timothy J. O'Connor Training Academy.
- 1983 Fred Rice blir första mörkhyade polischef i Chicago.
- 1992 Matt L. Rodriguez blir första polischef av latinskt ursprung.
- 1993 Chicago Alternative Policing Strategy, CAPS (ungefär Chicagos alternativa polisstrategi) introducerades av polischef Rodriguez som ett försöksprojekt som gick ut på att försöka minska brottsligheten i fem olika distrikt genom att skaffa sig en bättre relation till de som bodde i dessa områden. Detta var ett lyckat projekt och ett år senare användes modellen i hela Chicago och används idag inom flera polismyndigheter i hela USA.
- 1995 Chicago Police Department får en ny sambandscentral, kallad 9-1-1 Center, som de delar tillsammans med brandkåren och ambulanssjukvården.
- 2000 Nye polischefen Terry G. Hillard skapar Office of Management Accountability (OMA).
- 2003 Två nya enheter skapas inom CPD för att minska gängbråk samt användningen av droger och illegala vapen. Enheterna fick namnen Deployment Operations Center (DOC) och Violence Initiative Strategy (VICE). Samma år blev även Philip J. Cline ny polischef och ett av hans viktigaste mål var att minska antalet mord i Chicago.

## Organisation och struktur

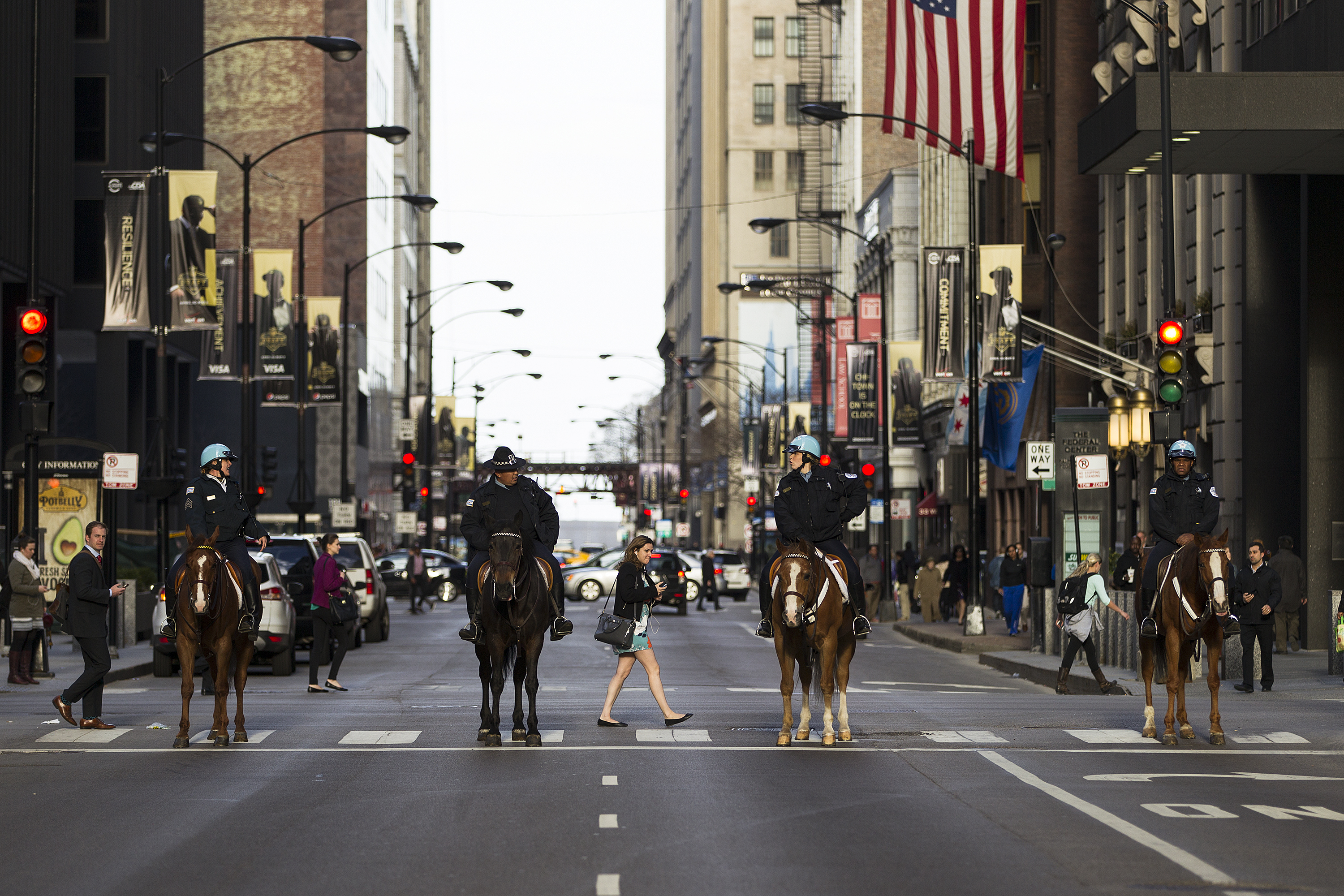
Ridande poliser vid CPD.

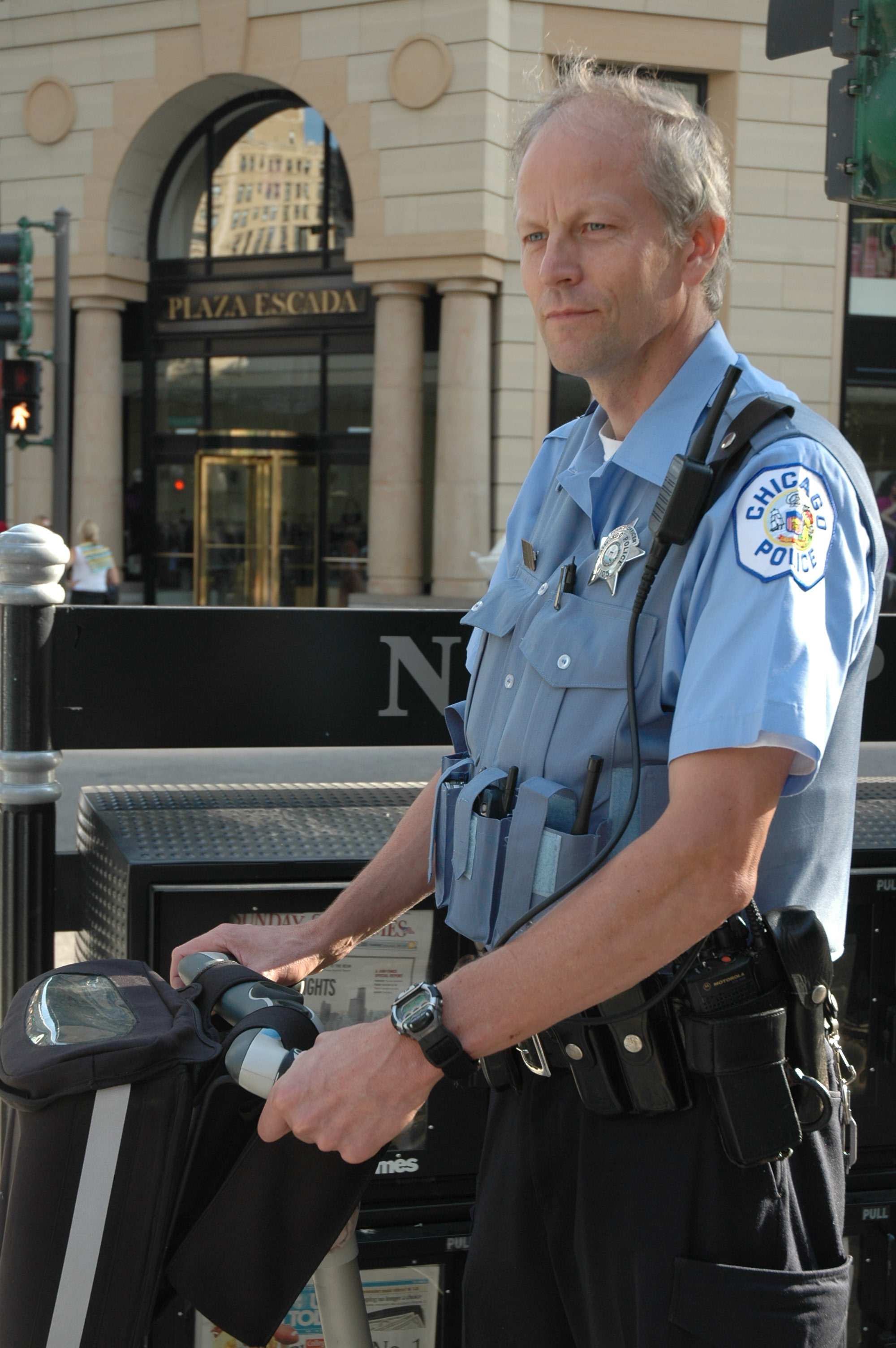
Uniformerad Chicagopolis.

Polischefen utses av Chicagos borgmästare och har titeln Superintendent of Police. Denne ansvarar för 5 byråer, som var och en leds av en Deputy Superintendent, och en division, som leds av en Assistant Deputy Superintendent.
År 2006 fanns följande byråer inom Chicago Police Department:
- Bureau of Administrative Services (Byrån för administrativa tjänster)
- Bureau of Crime Strategies and Accountability (Byrån för brottsstrategier och tillräknelighet (?)
- Bureau of Investigative Services (Byrån för utredningar)
- Bureau of Patrol (Byrån för patrullering)
- Bureau of Strategic Deployment (Byrån för strategisk utveckling)

CPD är geografiskt indelat i 22 polisdistrikt numrerade från 1 till 25 (distrikt med numren 13, 21 & 23 finns inte).

### Gradbeteckningar
| Nr | 1                        | 2                                     | 3     | 4            | 5         | 6       | 7          | 8        | 9                      | 10                                                                 | 11             |  |
| -- | ------------------------ | ------------------------------------- | ----- | ------------ | --------- | ------- | ---------- | -------- | ---------------------- | ------------------------------------------------------------------ | -------------- |  |
|    |                          |                                       |       |              |           |         |            |          |                        |                                                                    |                |  |
|    |                          |                                       |       |              |           |         |            |          |                        |                                                                    |                |  |
|    | Superintendent of Police | First Deputy Superintendent of Police | Chief | Deputy Chief | Commander | Captain | Lieutenant | Sergeant | Field Training Officer | Police Officer (Detective)                                         | Police Officer |  |
|    |                          |                                       |       |              |           |         |            |          |                        | (i specialbefattningar som till exempel utredare eller hundförare) |                |  |
|    |                          |                                       |       |              |           |         |            |          |                        |                                                                    |                |  |

## Populärkultur
Fram till början på 2000-talet så gav staden inte tillstånd för några fiktiva skildringar av CPD på film eller TV att spelas i Chicago. Motståndet uppgavs bero på TV-serien M Squad från 1957-1960 på NBC i vilken en av huvudrollsfigurerna var korrupt, liksom långfilmen The Blues Brothers från 1980 i vilken CPD framställdes som våldsamma. 
Exteriören för polisstationen i vinjetten för TV-serien Spanarna på Hill Street filmades i Chicago, men den serien utspelar sig i en generisk amerikansk stad. I långfilmer som spelades in i Chicago på 1990-talet som Förhandlaren och Jagad användes uniformspersedlar för "Metro Police" istället för "Chicago Police". 
Långköraren Chicago P.D. som startade 2014 handlar om CPD poliser i det fiktiva 21:a polisdistriktet.